# Klaus Dede
Klaus Dede (* 1. Juni 1935 in Nordenham-Blexen; † 5. Mai 2018 in Oldenburg) war ein deutscher Journalist und Schriftsteller.

## Biografie
Dedes Hauptarbeitsgebiete waren Regionalgeschichte des Unterwesergebietes, Temperenz- und Abstinenzbewegung und Ideologie des deutschen Nationalismus. Er arbeitete im Wesentlichen als Lokalredakteur, besonders in Papenburg, Gütersloh und Nordenham. Er lebte seit 1975 als freier Schriftsteller in Oldenburg.
1982 rief er in Oldenburg einen Gedächtnisgang ins Leben, mit dem jeweils am 10. November an die Novemberpogrome von 1938 erinnert wird. Bei dieser Gelegenheit gehen Oldenburger Bürger heute noch genau den Weg nach, den die Juden aus Oldenburg 1938 mitten durch die Stadt aus der Polizeikaserne, in der sie die Nacht verbringen mussten, zum Landgerichtsgefängnis getrieben wurden, von wo aus sie in das KZ Sachsenhausen verbracht wurden.

## Veröffentlichungen
- Butjadingen: Portrait einer Landschaft. Graphische Gestaltung Wolf-Dietmar Stock. Fischerhude 1975.
  - Butjadingen. Landschaft, Kultur, Informationen. Fischerhude 1998. Graphische Gestaltung: Wolf-Dietmar Stock. (Der Text ist identisch mit ‚Butjadingen – Portrait einer Landschaft‘.)
- Oldenburg und Ammerland. Ein Heimatbuch. Graphische Gestaltung Wolf-Dietmar Stock. Fischerhude 1975 und 1976.
- Bremerhaven und Wursten. Ein Heimatbuch. Graphische Gestaltung Wolf-Dietmar Stock. Fischerhude 1976.
- Stedingen. Ein Land, das nicht sein durfte. Ein Heimatbuch. Graphische Gestaltung Wolf-Dietmar Stock. Fischerhude 1976.
- An der Jade. Ein Heimatbuch. Graphische Gestaltung Wolf-Dietmar Stock. Fischerhude 1978.
- Der Deichgraf. Heimatroman. Fischerhude 1979
- gemeinsam mit Werner Vahlenkamp: Hermann Tempel, Leer: Biografie und Dokumentation über den Lehrer und Politiker aus dem Raum Weser-Ems. Oldenburg 1979.
- Der kleine Oldenburger. Graphische Gestaltung: Wolf Dietmar Stock unter Verwendung von Zeichnungen F. W. Bernsteins. Oldenburg 1980.
- Fritz Mackensen. Der Entdecker Worpswedes. Graphische Gestaltung Wolf-Dietmar Stock. Fischerhude 1981.
- Vom Moppenmann und anderen Leuten. Anekdoten aus dem Oldenburgischen. Graphische Gestaltung Wolf-Dietmar Stock. Fischerhude 1981.
- Wesermarsch. Ein Heimatbuch. Graphische Gestaltung Wolf-Dietmar Stock. Fischerhude 1982.
- Die Wesermarsch. Wanderung durch grünes Land mit Klaus Dede. Graphische Gestaltung von Wolf-Dietmar Stock.
- „… mein Oldenburg“. Eine Collage. Graphische Gestaltung Klaus Dede. Oldenburg 1987.
- Antisemitismus in Oldenburg. Oldenburg 1987.
- Die missbrauchte Hymne. Oldenburg 1989.
- Kategorie V: unbelastet. August Hinrichs und die Oldenburgische Landschaft. Oldenburg 1990.
- Jesus war schwul. Die Kirche, die Christen und die Liebe. Oldenburg 1990.
- Alkoholabstinenz als Ziel schulischer Prävention. Ein Disput zwischen Klaus Dede und Rüdiger Meyenberg Oldenburger Vor-Drucke Heft 165/92, Oldenburg 1992. (mit Rüdiger Meyenberg)
- Vom Rausch. Bibliographische Hinweise auf die Literatur der Abstinenz- und Temperenzbewegung in der Epoche des deutschen Nationalismus. Oldenburg 1993.[2]
- Ein Kapitel Zeitungslyrik. Wilhelminischer Humor im Spiegel der Butjadinger Zeitung. Ein Buch zum Schnüstern und Schmunzeln. Oldenburg 1999.
- Zehn deutsche Männer… Blexen Die Erschießung der fahnenflüchtigen Kanoniere vor der Blexer Kirche im Jahre 1813 oder wie aus einer Kaffeerevolte eine deutschnationale Heldentat gemacht wurde. Graphische Gestaltung: Wolf-Dietmar Stock. Fischerhude 2001.
- Gegen den Konsens. Privatdruck. Oldenburg 2005.
- Jesus – schwul?, Die Kirchen, die Christen und die Liebe. Schutter Verlag, 2006
- Von böser Lust und rechter Freudigkeit. Shaker Media Verlag, 2009

als Herausgeber
- Helene Brauer: Am Staugraben. Oldenburg 1986.
- Helene Brauer-Dede: Frau Pastor. Oldenburg 1989.

## Belege
1. ↑  Schriftsteller Klaus Dede gestorben. In: NWZ Online. 7. Mai 2018, abgerufen am 7. Mai 2018.
2. ↑  Veröffentlicht unter akzept.org

| Personendaten    | Personendaten                           |
| ---------------- | --------------------------------------- |
| NAME             | Dede, Klaus                             |
| KURZBESCHREIBUNG | deutscher Journalist und Schriftsteller |
| GEBURTSDATUM     | 1. Juni 1935                            |
| GEBURTSORT       | Nordenham                               |
| STERBEDATUM      | 5. Mai 2018                             |
| STERBEORT        | Oldenburg                               |